# برونو باريلو
برونو باريلو (ولد في 9 أبريل 1949 في ليون، توفي في 25 مارس 2017 في بيراي)، هو خبير فرنسي متخصص في الأسلحة والمراقبة النووية له عدة كتابات عن آثار التجارب النووية الفرنسية في الصحراء الإفريقية وبولينيزيا الفرنسية. شارك في تأسيس مرصد التسلح [الفرنسية] عام 1984، وجمعية ضحايا التجارب النووية (ِAVEN) [الفرنسية] عام 2001 .

## سيرة شخصية
درس الرياضيات والفيزياء، ثم الفلسفة واللاهوت في جامعة ليون الكاثوليكية، وحصل على شهادة ماجستير في موضوع «الدفاع والأمن العالمي». التحق في الأعوام 1972 إلى 1985 بالرهبنة الكاثوليكية، وكان قسيس الحركة الريفية للشباب المسيحي في أبرشية ليون. انفصل عن الكنيسة الكاثوليكية الفرنسية في منتصف الثمانينيات في خضم أزمة الصواريخ الأوروبية [الفرنسية]، حيث اعتبر مواقفها الرسمية من الاختبارات النووية خجولة جدًا، إلا أنه ظل قريبا من رئيس أساقفة ليون، وعمل معه في متابعة نشاطات حركة السلام [الفرنسية]، وهي منظمة غير حكومية مقربة من الحزب الشيوعي الفرنسي. في عام 1984، أسس مع باتريس بوفيريت وجان لوك تيري الذي يعمل في منظمة السلام الأخضرفي توثيق الأبحاث النووية، مركز الأبحاث حول السلام والصراعات (CDRPC)، الذي راسه من عام 1985 إلى عام 2005، والذي أصبح في عام 2008 «مرصد التسلح». كما عمل في الأعوام 1985 إلى 1989صحفيا في جريدة ليبراسون، وسافر في عام 1990 لأول مرة إلى بولينيزيا الفرنسية مع وفد صحفي، وهناك زار موقع مانغاريفا في أرخبيل غامبير، وتعرف هناك إلى آثار التجارب النووية التي أجرتها فرنسا في المنطقة ونشر عدة كتب عنها. بعد عودته إلى فرنسا تعاون مع جون دوم، مدير مكتب المحيط الهادئ لمجلس الكنائس العالمي في جنيف، ومادلين هيلمر والقس البولينيزي البروتستانتي تاري ماراي.
وعمل هناك أيضا في دعم حركة الاستقلال، كما ساهم في تأسيس حركة موروروا تاتو (مورورا لنا) عام 2001، وهي جمعية تضم العمال السابقين وضحايا التجارب النووية الفرنسية. وفي عام 2002 عين في اللجنة الوطنية لإزالة الألغام. في الأعوام 2009-2013 مثل بولينيزيا في لجنة تقصي الحقائق عن اآثار التجارب النووية التي أسست عام 2007، وأشرف على إجراء دراسات تقنية وعلمية عن آثار التجارب، وقد سلط باريلو الضوء على انتشار سرطان الدم في المنطقة وإغفال السلطات الفرنسية الموضوع. أقيل باريلو عاد غاستون فلوس إلى السلطة عام 2013، وعمل في الأعوام 2013-2014 مساعدًا للسيناتور ريتشارد توهيافا، وفي عام 2016 استدعاه مجددا المنصب الرئيس قبل إدوارد فريتش. 

## باريلو والتجارب النووية الفرنسية
أجرت فرنسا بين عامي 1960 و 1996ما مجموعه 210 اختبارات في الصحراء وفي الجزر المرجانية في موروروا وفانغاتوفا في بولينيزيا الفرنسية. وفي عام 2010 اعترف قانون مورين بالتأثير الصحي على السكان. حتى عام 1985، تم تكليف الأطباء العسكريين الفرنسيين بإدارة الصحة العامة في بولينيزيا الفرنسية. يؤكد برونو باريليو على أنه «لم يتم بعد ذلك الاحتفاظ بسجل للسرطان أو سرطان الدم، وأعيدت المحفوظات الخاصة بالمستشفيات المحلية إلى فرنسا حيث لا يمكن الوصول إليها». ومع ذلك، بتحريض من المؤتمر الإقليمي الثامن لمديري الصحة من أقاليم جنوب المحيط الهادئ، تم إنشاء ملف سرطان في 19 ديسمبر 1980 من قبل مكتب الإحصاءات الصحية التابع لإدارة الصحة برئاسة الطبيب العام. فرانسوا شاستل.
وتساءل باريلو في دراساته عن «نظافة التجارب النووية الفرنسية الـ 193 التي أجريت في المحيط الهادئ بين عامي 1960 و 1996». في حين أن مارسيل جوريان دي لا جرافير، مندوب الأمن النووي للدفاع، اعترف بأن ستة من هذه التجارب «أثرت بشكل أكبر على بعض الجزر والجزر المرجانية»، مما أدى إلى تداعيات على المناطق المأهولة، وهذا حتى ويقدر تاهيتي وبارييلو أن «ما لا يقل عن خمسة أرخبيل قد تأثرت»، ولا سيما أرخبيل غامبير الذي يقع على بعد 400 كيلومتر من اتجاه الريح. بالإضافة إلى ذلك، في نفس المقالة، يقدر برونو باريليو أن «عمليات الإغاثة تحت الماء في شمال غرب الجزيرة المرجانية قد ضعفت جدًا» بسبب 3000 طن من النفايات المشعة والمواد العسكرية المغمورة قبالة موروروا وكذلك «بقايا من 147 اختبار تحت الأرض».
في ما يتعلق بالتجارب النووية الفرنسية في الجزائر، ذكر باريلو ان سلطات الاستعمار الفرنسي استخدمت 42 ألف جزائري “فئران تجارب” في تفجيرها أولى قنابلها النووية في صحراء الجزائر في 13 أكتوبر 1960 و27 ديسمبر من العام نفسه.
وقال ان فرنسا أجرت التجربتين المذكورتين في بلدة الحمودية وجبل عين عفلى التابعتين لمنطقة رقان (أقاصي الجنوب الجزائري).
وقد أشار باريلو في ندوة في العاصمة الجزائرية أن هذه القنبلة النووية فجّرت على 42 ألف شخص من السكان المحليين وأسرى جيش التحرير الجزائري، معتبرا ذلك من أقسى أشكال الإبادة والوحشية التي ارتكبها المحتل في حق الجزائريين. وعرض باريلو صوراً لمجاهدين جزائريين مصلوبين يلبسون أزياء عسكرية مختلفة، وصوراً أخرى عن دمار أحدثته القنبلة على بيئة المكان، وما آلت إليه معدات عسكرية (طائرات ومدرّعات) كانت رابضة على مبعدة كيلومتر من مركز التفجير. وأوضح أنّ الفرنسيين تعمّدوا الإكثار من ضحايا التجريب وتنويع الألبسة، للوقوف على مستوى مقاومة البشر للإشعاعات النووية على مسافات مختلفة، معتبرا أنّ فرنسا مُدينة للجزائر بسبب التجارب النووية التي أجرتها على أراضيها بين 1961 و1966. وقال باريلو إنّ معظم الصحراء الجزائرية متضررة من الإشعاعات النووية المنتشرة عبر الرياح، وإن سكان تلك المناطق يبقون مهددين بما تفرزه شظايا البلوتونيوم، وإنّ اتفاقية إيفيان التي وقعتها فرنسا مع جبهة التحرير الجزائرية، وكانت مقدمة لاستقلال البلاد في ما بعد، نصت على استكمال باريس تجاربها النووية في الصحراء الجزائرية، علما أنّ فرنسا أجرت 210 تجربة نووية بين 1960 و1996 وتعدّ بذلك ثالث قوة نووية بعد أمريكا والاتحاد السوفييتي السابق.
ونصح باريلو الضحايا المدنيين والعسكريين في فرنسا وبولينيزيا الفرنسية والجزائر بالالتقاء للتعبير عن مطالباتهم.

## جوائز وتكريم
- في عام 2010 نال جائزة "المستقبل الخالي من الأسلحة النووية".[6]

## المنشورات (باللغة الفرنسية
- Audit atomique. Le coût de l'arsenal nucléaire français, 1945-2010
- L'héritage de la bombe : Polynésie Sahara 1960-2002 . Les faits, les personnels, les populations
- Les irradiés de la République : Les victimes des essais nucléaires français prennent la parole
- Uranium appauvri : Le Choc des armes, le poids des conséquences
- Ouvrage collectif "Dix ans d'objections en monde rural" vécu d'un groupe anti-militariste de la Loire et du Rhône depuis 1973. Supplément à "Des objections en monde rural", commission paritaire n°64382, directeur de publication Jean-Luc Denis.
- , Paris, Éditions ouvrières, coll. « À pleine vie », 1989, 207 p. (ISBN 2-7082-2590-1).
- L'Héritage empoisonné, Éditions Observatoire des armements
- Armes légères : de la production à l'exportation, le poids de la France, avec Belkacem Elomari, Lyon, Observatoire des transferts d'armements, 1999 (ISBN 2-913374-06-9)
- (coll.) Témoins de la bombe : mémoires de 30 ans d'essais nucléaires en Polynésie française, avec Marie-Hélène Villierme et Arnaud Hudelot, Papeete, Éditions Univers polynésiens, 2013
- Victimes des essais nucléaires : histoire d'un combat, préf. de Christiane Taubira, Lyon, Observatoire des armements, 2010[7]
- Quelle justice pour les victimes des essais nucléaires ? Pour l'adoption du principe de présomption légale, préf. de Mgr Jean-Paul Teissonnière, contribution du Dr Abraham Béhar, Lyon, Association des vétérans des essais nucléaires, Observatoire des armements & Association Moruroa e tatou, 2007 (ISBN 2-913374-18-2)